# Sèvremoine
Sèvremoine – gmina we Francji, w regionie Kraj Loary, w departamencie Maine i Loara. W 2013 roku liczba ludności wynosiła 25 329 mieszkańców. 
Gmina została utworzona 15 grudnia 2015 roku z połączenia 10 ówczesnych gmin: Le Longeron, Montfaucon-Montigné, La Renaudière, Roussay, Saint-André-de-la-Marche, Saint-Crespin-sur-Moine, Saint-Germain-sur-Moine, Saint-Macaire-en-Mauges, Tillières oraz Torfou. Siedzibą gminy została miejscowość Saint-Macaire-en-Mauges.